# Skiwelt Wilderkaiser Brixental

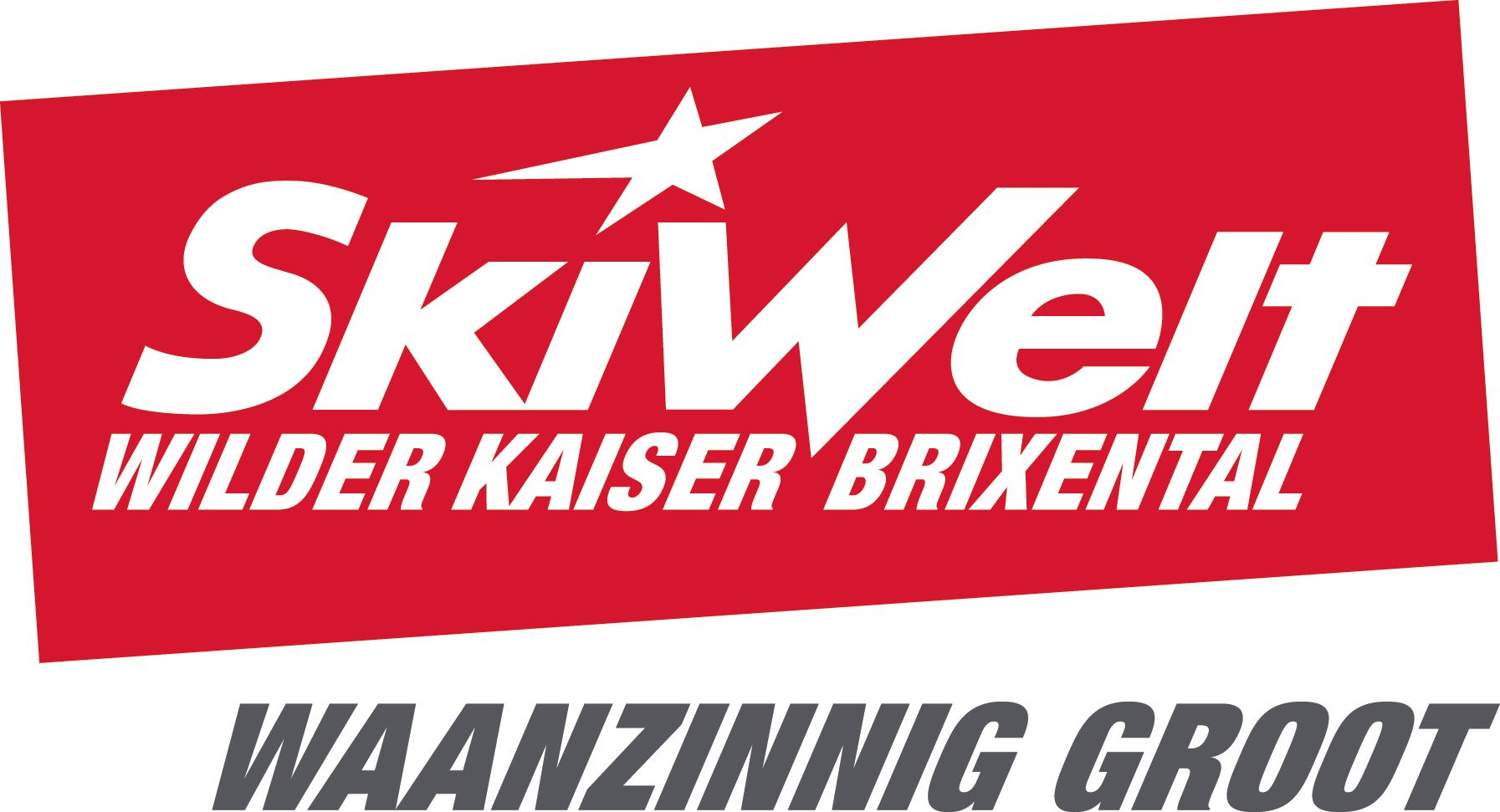
Logo Skiwelt

De Skiwelt WilderKaiser-Brixental is de naam voor een aantal skigebieden die onder één pas te beskiën zijn. Het gebied dat onder de naam van de Skiwelt valt, ligt in het Oostenrijkse Tirol en bestaat uit de dorpen Brixen im Thale, Ellmau, Going am Wilden
Kaiser, Hopfgarten, Itter, Kelchsau, Scheffau am Wilden Kaiser, Söll en Westendorf. Samen bieden zij 280 km en 91 liften, een van de grootste aaneengesloten skigebied van Oostenrijk. 
Ook is Skiwelt WilderKaiser-Brixental onderdeel van de SuperSkiCard. Deze skikaart zorgt ervoor dat gasten een gezamenlijke kaart kunnen kopen voor verschillende gebieden die liggen in de staat Salzburg, Kitzbüheler Alpen en er net buiten. 
| SkiWelt Wilder Kaiser – Brixental (bijgewerkt: april 2024) |                |
| Aantal pistekilometer                                      | 270            |
| Aantal dalafdalingen                                       | 21             |
| Licht (blauw)                                              | 114 km (42%)   |
| Middel (rood)                                              | 120 km (45%)   |
| Zwaar (zwart)                                              | 36 km (13%)    |
| Skiroutes                                                  | 10             |
| Fun- en Snowparken                                         | 4              |
| Sneeuwkanonnen                                             | 1880           |
| Reservoirs                                                 | 16             |
| Aantal liften                                              | 82             |
| Kabelbanen                                                 | 16             |
| Combibanen                                                 | 1              |
| Stoeltjeslift                                              | 33             |
| Sleeplift                                                  | 14             |
| Touwlift                                                   | 9              |
| Transportband                                              | 9              |
| Totale capaciteit                                          | 145050 pers./u |
| Totale lengte liften                                       | 76,4 km        |
| Seizoen (Winter)                                           | December-Maart |
| Saison (Zomer)                                             | Mei-Oktober    |

## Geschiedenis
De eerste samenwerkingen tussen de verschillende gebieden ontstond in de jaren zeventig. In het seizoen 1973/1974 werd de eerste gezamenlijke skipas geïntroduceerd die je kon kopen naast de passen van de deelgebieden. In 1977 volgde de volgende stap en kreeg het skigebied één naam: 'Skigroßraum Wilder Kaiser – Brixental'. Door deze verandering werd overal in het skigebied dezelfde pas aangeboden, die voor het hele gebied geldig was. Door deze verandering werd het skigebied in één klap het grootste aaneengesloten skigebied van Oostenrijk. In 1985 werd Westendorf lid van de skipas, maar dit was wel een apart gelegen gebied. In 1990 werd de naam van het skigebied veranderd naar 'Skiwelt Wilder Kaiser - Brixental. Tot het wintersportseizoen van 2008 was het skigebied van Westendorf een apart gelegen gedeelte die alleen bereikbaar was met een shuttlebus. In 2008 is de Skiweltbahn gebouwd dat voor een verbinding zorgde tussen Westendorf en Brixen im Thale. Ook is het vanaf 2005 mogelijk om vanaf het skigebied van Westendorf met een skibus (rit duurt 4 minuten) door te steken naar KitzSki. Voor dit gebied geldt wel een andere skipas, maar is ook aangesloten bij de SuperSkiCard.

## Bergen in het gebied

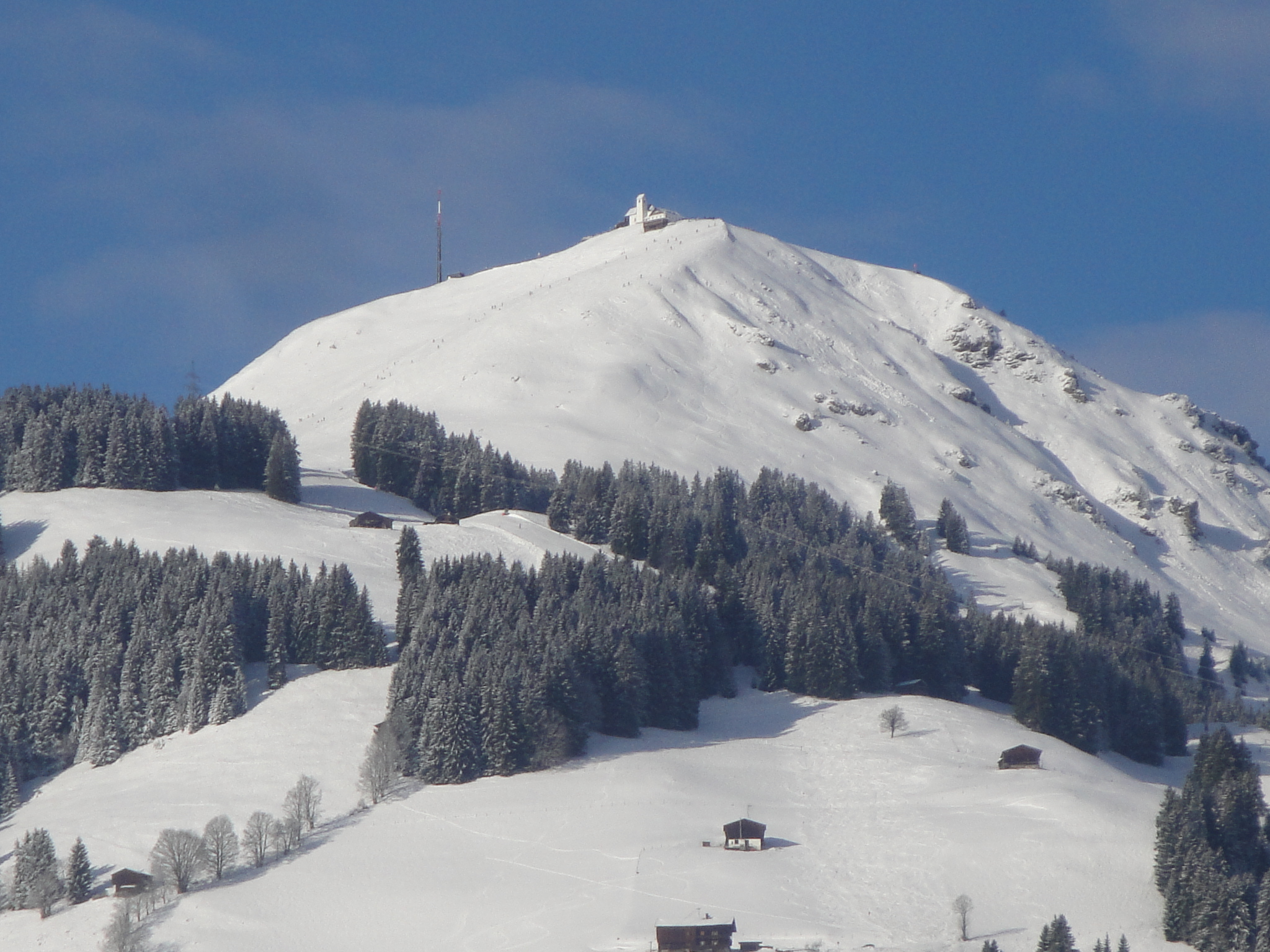
Hohe Salve, de berg met het hoogste kapel van Oostenrijk

Het hoogste punt van Skiwelt bevindt zich op de Fleiding (1892m)
- Astberg (1267 m)
- Brandstadl (1650 m)
- Choralpe (1820 m)
- Eiberg (1673 m)
- Feldalphorn (1923 m)
- Fleiding (1892 m)
- Gampenkogel (1957 m)
- Hartkaiser (1555 m)
- Hochbrixen (1300 m)
- Hochsöll (1150 m)
- Hohe Salve (1829 m)
- Kälbersalve (1543 m)
- Kleine Salve (1565 m)
- Nachtsöllberg (1886 m)
- Rigi (1532 m)
- Talkaser (1720 m)
- Zinsberg (1664 m)

## Pistes in het gebied

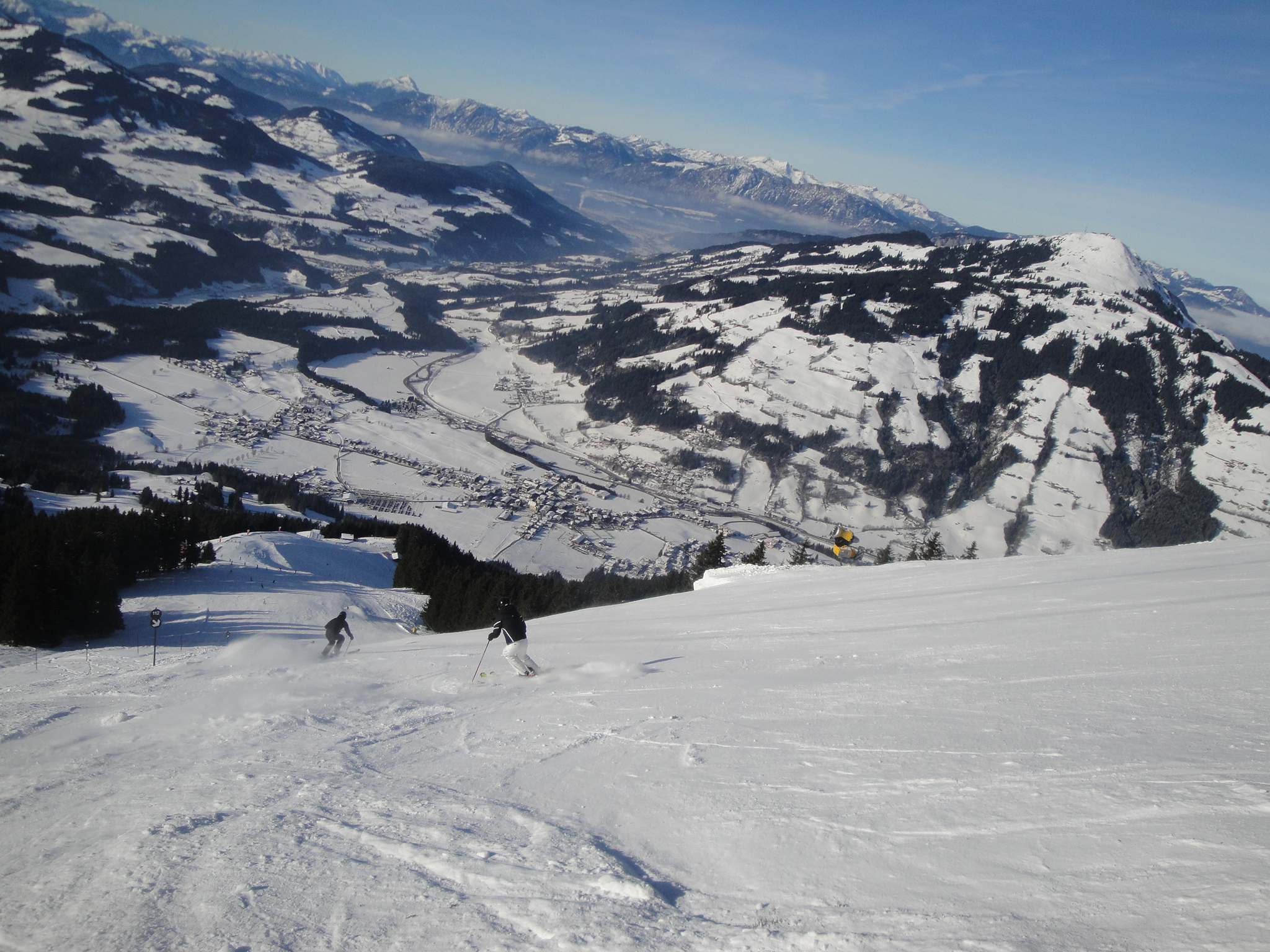
De met 80% aflopende een van de steilste piste in Skiwelt

### Pistedetails[4][1]
- De langste afdaling, is de afdaling vanaf de Hohe Salve naar Itter (piste 22 en 30).
- De steilste piste van Skiwelt zijn de Black Eagle (piste 42) en Alpzijde (piste 112)
- Skiwelt heeft twee Skiwelt Tours. De route met de klok mee bestaat uit 69 km pistes en de route tegen de kok in bestaat uit 84 km pistes. Het is mogelijk om deze route vanaf elk dorp te starten.
- Samen met Kitzski heeft Skiwelt de langste de langste skironde ter wereld (KitzSkiWelt) en bestaat uit maximaal 88 km.

### Sneeuwkanonnen
Wegens de lage ligging van het gebied (800-2000m) werd al in 1987 begonnen met kunstmatige sneeuwkanonnen op een helling in Brixen. In 1990 begon Westendorf, en in 1992 begon de regio's rond de Hohe Salve, Scheffau en Söll. Inmiddels kan er 80% van de pistes voorzien worden van kunstmatige sneeuw. 

### Nacht skiën[5]
In Söll, Westendorf en Brixen im Thale is het mogelijk om op bepaalde avonden te skiën. Söll heeft hierbij het grootste avondskigebied van Oostenrijk beschikbaar met 11 verlichte kilometers en het funpark in Söll is geopend. 

### Rodelen
Er bevinden zich 3 rodelbanen in Skiwelt. Een rodelbaan in Going en twee rodelbanen in Söll. Hierbij loopt een rodelbaan over een blauwe piste en hierdoor is deze rodelbaan alleen geopend tijdens nachtskiën. De rest van de rodelbanen zijn overdag open, en gedeeltelijk in de avond.

### Prijzen
Skiwelt is twee keer uitgeroepen tot beste skigebied van de wereld door Skiresort. Dit was in 2009 en 2010

## Liften in het skigebied
Alle informatie in dit hoofdstuk is gehaald vanaf Lift-World.info , vanaf Skiresort.nl vanaf Skimap.org, vanaf FANtastischOostenrijk.nl en vanaf de Duitse Wikipediapagina. 

### Brixen in Thale
| Status van de lift | Jaar van bouw | Jaar van sluiting | Liftnaam                      | Liftnummer | Lifttype                 | Producent  | Opmerkingen |
| ------------------ | ------------- | ----------------- | ----------------------------- | ---------- | ------------------------ | ---------- | --- |
| Verwijderd         | 1965          | 2008              | Kandleralmlift                | 16 \| 7*   | Sleeplift                | Doppelmayr | Niet vervangen. |
| In gebruik         | 1968          |                   | Schusterbühellift             | 17 \| 8*   | Sleeplift                | Doppelmayr | Oudste lift van Skiwelt |
| Verwijderd         | 196?          | 2005              | Badhauslift                   | 18 \| 9*   | Sleeplift                | Stemag     | Niet vervangen. |
| Verwijderd         | 1970          | 1986              | Sonnberglift                  | 1 \| 1*    | 2-persoons-stoeltjeslift | Swoboda    | Vervangen door Gondelbahn Hochbrixen.                                                                                               |
| In gebruik         | 1970          |                   | Poldangerlift                 | 4 \| 4*    | Sleeplift                | Doppelmayr | |
| Verwijderd         | 197?          | 1987              | Zinsberglift                  | 3 \| 3*    | Sleeplift                | Doppelmayr | Vervangen door 4-persoons-stoeltjeslift Zinsbergbahn.                                                                               |
| Verwijderd         | 197?          | 1997              | Kälberalmlift                 | 2 \| 2*    | Sleeplift                | Doppelmayr | Vervangen door 6-persoons-stoeltjeslift Kälbersalvenbahn.                                                                           |
| Verwijderd         | 197?          | 2015              | Holzalm                       | 5 \| 5*    | Sleeplift                | Doppelmayr | Niet vervangen. |
| Verwijderd         | 197?          | 1997              | Kreuzlift                     | 8 \| 2a*   | Sleeplift                | Doppelmayr | Vervangen door 6-persoons-stoeltjeslift Kälbersalvenbahn.                                                                           |
| Verwijderd         | 1985          | 2002              | Filzbodenlift                 | 7 \| 7*    | Sleeplift                | Doppelmayr | Vervangen door 6-persoons-stoeltjeslift Filzbodenbahn.                                                                              |
| Verwijderd         | 1985          | 1995              | Jochlift                      | 6          | Sleeplift                | Doppelmayr | Vervangen door 4-persoons-stoeltjeslift Jochbahn.                                                                                   |
| In gebruik         | 1986          |                   | Gondelbahn Hochbrixen         | 1          | 6-persoons-gondelbaan    | Doppelmayr | Eerste 6-persoons-gondelbaan in Skiwelt.                                                                                            |
| Verwijderd         | 1987          | 2019              | Zinsbergbahn (Bubble-express) | 3          | 4-persoons-stoeltjeslift | Doppelmayr | Eerste lift in Europa met een weerbestendige kap. Vervangen door een combilift van met 10-persoons-gondels en 8-persoons-stoeltjes. |
| Verwijderd         | 1995          | 2015              | Jochbahn                      | 6          | 4-persoons-stoeltjeslift | Poma       | Vervangen door 8-persoons-stoeltjeslift Jochbahn.                                                                                   |
| In gebruik         | 1997          |                   | Kälbersalvenbahn              | 2          | 6-persoons-stoeltjeslift | Doppelmayr | Eerste 6-persoons-stoeltjeslift in Skiwelt.                                                                                         |
| In gebruik         | 1997          |                   | Würstelexpress                | 8          | Sleeplift                | Doppelmayr | |
| In gebruik         | 2002          |                   | Filzbodenbahn                 | 7          | 6-persoons-stoeltjeslift | Doppelmayr | Tot 2015 langste stoeltjeslift van Skiwelt.                                                                                         |
| In gebruik         | Voor 2004     |                   | Übungslift Hoch Brixen        | 9          | Touwlift                 | Sunkid     | Exacte bouwdatum niet bekend |
| In gebruik         | 2008          |                   | Skiweltbahn                   | 11         | 8-persoons-gondelbaan    | Doppelmayr | SkiweltbahnLangste gondelbaan van Skiwelt en maakt de verbinding tussen Brixen im Thale en Westendorf mogelijk.                     |
| In gebruik         | 2008          |                   | Sonnenlift                    | 12         | Touwlift                 | Doppelmayr | Eerst lift die volledig draait op zonne-energie.                                                                                    |
| In gebruik         | 2008          |                   | Sonnenband                    | 18         | Transportband            | Doppelmayr | |
| In gebruik         | 2015          |                   | Jochbahn                      | 6          | 8-persoons-stoeltjeslift | Doppelmayr | Langste stoeltjeslift van Skiwelt.                                                                                                  |
| In gebruik         | 2019          |                   | Zinsbergbahn                  | 3          | Combilift                | Doppelmayr | Bestaat uit 10-persoons gondels en 8-persoons-stoeltjeslift. Eerste combibaan in Skwelt.                                            |

* Oud nummer die zichtbaar is op de map van 1984/1985 (hierdoor is de exacte locatie van de lift te achterhalen)

### Hopfgarten-Itter-Kelchsau
| Status van de lift  | Jaar van bouw | Jaar van sluiting | Liftnaam                   | Liftnummer | Lifttype                 | Producent     | Opmerkingen |
| ------------------- | ------------- | ----------------- | -------------------------- | ---------- | ------------------------ | ------------- | --- |
| Verwijderd          | 1949          | 1955              | Berglift Hohe Salve        |            | 1-persoons-stoeltjeslift |               | Wegens lawine in 1954 zwaar beschadigt geraakt. Vervangen door 1-persoons-stoeltjeslift Hohe Salve I.                                                                                              |
| Verwijderd          | 1955          | 1976              | Hohe Salve Bahn I          |            | 1-persoons-stoeltjeslift | Felix Wopfner | Vervangen door 2-persoons-stoeltjeslift Hohe Salve I. |
| Verwijderd          | 1956          | 1982              | Hohe Salve Bahn II         |            | 1-persoons-stoeltjeslift | Felix Wopfner | Vervangen door 3-persoons-stoeltjeslift Hohe Salve II. |
| Verwijderd          | 1959          | 1988              | Gipfellift                 | 23 \| 13*  | Sleeplift                | Doppelmayr    | Vervangen door 4-persoons-stoeltjeslift Rigibahn. |
| Verwijderd          | 1961          | 1986              | Kasbichllift               | 31 \| 14*  | Sleeplift                | Doppelmayr    | Vervangen door 2-persoons-stoeltjeslift Kasbichlbahn. |
| Verwijderd          | 1967          | 2014              | Maurerwieslift             | 33 \| 20*  | Sleeplift                | Leitner       | Verwijderd door weinig gebruik en sneeuwonzekerheid. |
| Verwijderd          | 1970          | 2008              | Hohe Salve                 | 22 \| 12*  | 1-persoons-stoeltjeslift | Felix Wopfner | Vervangen door 8-persoons-gondelbaan Salvenbahn II. |
| Verwijderd          | 1972          | 2021              | Hofstattbahn               | 36         | 2-persoons-stoeltjeslift | Doppelmayr    | Skigebied Kelchsau gesloten in 2021. Is verwijderd in 2024. |
| Verwijderd          | 1973          | 2021              | Hagermooslift              | 37         | Sleeplift                | Doppelmayr    | Skigebied Kelchsau gesloten in 2021. Is verwijderd in 2024. |
| Uit gebruik genomen | 1973          | 2020              | Mittererwieslift           | 34 \| 21*  | Sleeplift                | Leitner       | Laatste sleeplift van oude groep sleepliften bij Itter. Nu is er nog maar een sleeplift die bij het dalstation van de Salvista 1 te vinden is. Niet bekend of deze baan al gesloopt is.            |
| Verwijderd          | 1976          | 2021              | Hagerjochlift              | 38         | Sleeplift                | Doppelmayr    | Skigebied Kelchsau gesloten in 2021. Is verwijderd in 2024. |
| Verwijderd          | 1976          | 2004              | Hohe Salve Bahn I          | 20 \| 10*  | 2-persoons-stoeltjeslift | Doppelmayr    | Vervangen door 8-persoons-gondelbaan Salvenbahn I. |
| Verwijderd          | 1977          | 2015              | Schernthannbahn            | 24 \| 16*  | 2-persoons-stoeltjeslift | Doppelmayr    | Vervangen door 6-persoons-stoeltjeslift Schernthannbahn. |
| Verwijderd          | 1977          | 2000              | Foischinglift              | 25 \| 15*  | Sleeplift                | Doppelmayr    | Vervangen door 8-persoons-stoeltjeslift Foischingbahn. |
| In gebruik          | 1983          |                   | Hohe Salve I               | 21 \| 11*  | 3-persoons-stoeltjeslift | Doppelmayr    | Voorheen Hohe Salve Bahn II, maar sinds de bouw van Salvenbahn II heet de baan Hohe Salve II. |
| Verwijderd          | 1986          | 1989              | Itter-Kraftalm             |            | 2-persoons-stoeltjeslift | Doppelmayr    | Vervangen door 4-persoons-gondel Salvista. |
| In gebruik          | 1986          |                   | Kasbichlbahn               | 31         | 2-persoons-stoeltjeslift | Doppelmayr    | |
| In gebruik          | 1988          |                   | Rigibahn                   | 23         | 4-persoons-stoeltjeslift | Doppelmayr    | |
| Verwijderd          | 1989          | 2020              | Salvista Gondelbahn        | 30         | 4-persoons-gondelbaan    | Doppelmayr    | Vervangen door 10-persoons-gondel Salvistabahn 1. |
| In gebruik          | 2000          |                   | Foischingbahn              | 25         | 8-persoons-stoeltjeslift | Doppelmayr    | |
| In gebruik          | 2004          |                   | Salvenbahn I               | 20         | 8-persoons-gondelbaan    | Doppelmayr    | |
| In gebruik          | 2008          |                   | Salvenbahn II              | 22         | 8-persoons-gondelbaan    | Doppelmayr    | |
| Verwijderd          | 2014          | 2023              | Übungslift Itter           | 33         | Touwlift                 | Sunkid        | Vervangen door sleeplift Tellerschlepplift Salvista. |
| In gebruik          | 2015          |                   | Schernthannbahn            | 24         | 6-persoons-stoeltjeslift | Leitner       | |
| In gebruik          | 2019/2020     |                   | Salvistabahn 1+2           | 30         | 10-persoons-gondelbaan   | Doppelmayr    | Bestaat uit 2 sektoren waarbij het middelstation gebouwd is op de plek van het oude bergstation, en het bergstation gebouwd is op de Kleine Salve.                                                 |
| In gebruik          | 2023          |                   | Tellerschlepplift Salvista | 33         | Sleeplift                | Doppelmayr    | Deze lift is de nieuwe centrale lift geworden van Itter. Vroeger kende Itter veel sleepliften in hun dorp, maar de wens was al deze liften samen te brengen met een sleeplift bij de Salvistabahn. |

* Oud nummer die zichtbaar is op de map van 1984/1985 (hierdoor is de exacte locatie van de lift te achterhalen)

### Söll-Hochsöll
| Status van de lift | Jaar van bouw | Jaar van sluiting | Liftnaam                 | Liftnummer | Lifttype                 | Producent    | Opmerkingen |
| ------------------ | ------------- | ----------------- | ------------------------ | ---------- | ------------------------ | ------------ | --- |
| Verwijderd         | 1959          | 1966              | Angeralmlift             |            | Sleeplift                | Stemag       | Niet vervangen. |
| Verwijderd         | 1965          | 1988              | Sessellift Söll-Hochsöll | 40 \| 22a* | 1-persoons-stoeltjeslift | Swoboda      | Vervangen door 8-persoons-gondelbaan HochSöll. |
| Verwijderd         | 1965          | 1995              | Schilift Hochsöll        | 43 \| 24*  | Sleeplift                | Swoboda      | Vervangen door 4-persoons-stoeltjeslift Keat. |
| Verwijderd         | 1966          | 1988              | Salvenmooslift           | 47 \| 28*  | Sleeplift                | Swoboda      | Vervangen door 2-persoons-stoeltjeslift Salvenmoosbahn. |
| Verwijderd         | 1967          | 1995              | Knollnlift               | 57 \| 29*  | Sleeplift                | Swoboda      | Volledig nieuwgebouwd. |
| Verwijderd         | 1968          | 1988              | Stöckllift               | 44 \| 25*  | Sleeplift                | Swoboda      | Vervangen door 4-persoons-stoeltjeslift Stöcklbahn. |
| Verwijderd         | 1970          | 2000              | Sessellift Hohe Salve    | 42 \| 23*  | 1-persoons-stoeltjeslift | Swoboda      | Vervangen door 8-persoons-gondelbaan Gondelbahn Hohe Salve. |
| Verwijderd         | 1972          | 1995              | Rinnerlift               | 46 \| 26*  | Sleeplift                | Swoboda      | Vervangen door 4-persoons-stoeltjeslift Rinnerbahn. Sleepstellen worden gebruikt voor de nieuwe Knollenlift.                                                                                   |
| Verwijderd         | 1975          | 1988              | Sessellift Söll-Hochsöll | 41 \| 22*  | 2-persoons-stoeltjeslift | Swoboda      | Liep paralel aan 1-persoons-stoeltjeslift Sessellift Hochsöll. Vervangen door 8-persoons-gondelbaan HochSöll.                                                                                  |
| Verwijderd         | 1978          | 2004              | Grundriedlift            | 45 \| 25a* | Sleeplift                | Swoboda      | Vervangen door 6-persoons-stoeltjeslift Hexen6er. |
| Verwijderd         | 1985          | 2005              | Seilbahn Söll            | 50         | 60-persoons-kabelbaan    | Waagner-Biro | Tot op heden de enige Kabelbaan van Skiwelt. Liep vanaf Hochsöll naar Silleralmbahn (Sillerkeat). Niet vervangen.                                                                              |
| Verwijderd         | 1985          | 2008              | Silleralmbahn            | 51         | 3-persoons-stoeltjeslift | Swoboda      | Vervangen door 6-persoons-stoeltjeslift Siller-Keat. |
| Verwijderd         | 1988          | 2020              | Gondelbahn Hochsöll      | 40         | 8-persoons-gondelbaan    | Doppelmayr   | Eerste 8-persoons-gondel van Europa. De lift had een VIP-gondel die gasten konden huren. Vervangen door 10-persoons-gondel Hexenwasserbahn. Oude dalstation wordt nog gebruikt als skiverhuur. |
| Verwijderd         | 1988          | 2016              | Salvenmoosbahn           | 47         | 2-persoons-stoeltjeslift | SSG          | Vervangen door 10-persoons-gondel Hans im Glück. |
| In gebruik         | 1988          |                   | Stöcklbahn               | 44         | 4-persoons-stoeltjeslift | Doppelmayr   | In 2012 ingekort, en gebruikt sinds 2015 de oude stoelen van de Keatbahn. |
| In gebruik         | 1995          |                   | Keatbahn                 | 43         | 4-persoons-stoeltjeslift | Doppelmayr   | Zorgt sinds 2005 voor een verbinding tussen Soll en Brixen. In 2015 grote renovatie gehad en is voortaan voorzien van stoelverwarming en weerkappen.                                           |
| In gebruik         | 1995          |                   | Knollnlift               | 57         | Sleeplift                | Garaventa    | De sleepstellen die voor deze lift worden gebruikt komen uit de Rinnerlift. Wel worden er nieuwe plaathangers geïnstalleerd.                                                                   |
| In gebruik         | 1995          |                   | Rinnerbahn               | 46         | 4-persoons-stoeltjeslift | Doppelmayr   | |
| In gebruik         | 2000          |                   | Gondelbahn Hohe Salve    | 42         | 8-persoons-gondelbaan    | Doppelmayr   | Plan is om nieuwe gondels te gaan gebruiken voor deze baan. Dit om het gebruiksvriendelijker te maken voor zomergebruik (bijvoorbeeld voor kinderwagens).                                      |
| In gebruik         | 2004          |                   | Hexen6er                 | 45         | 6-persoons-stoeltjeslift | Doppelmayr   | In 2016 stoelen omgebouwd naar stoelen met verwarming. |
| In gebruik         | 2008          |                   | Siller-Keat Bahn         | 51         | 6-persoons-stoeltjeslift | Doppelmayr   | |
| In gebruik         | 2016          |                   | Hans im Glück Bahn       | 47         | 10-persoons-gondelbaan   | Doppelmayr   | Wordt 30 meter langer in vergelijking met de oude baan. Is de kortste gondelbaan van Skiwelt.                                                                                                  |
| In gebruik         | 2019 - 2020   |                   | Hexenwasserbahn          | 40         | 10-persoons-gondelbaan   | Doppelmayr   | |

* Oud nummer die zichtbaar is op de map van 1984/1985 (hierdoor is de exacte locatie van de lift te achterhalen)

### Scheffau
| Status van de lift | Jaar van bouw | Jaar van sluiting | Liftnaam              | Liftnummer    | Lifttype                 | Producent  | Opmerkingen |
| ------------------ | ------------- | ----------------- | --------------------- | ------------- | ------------------------ | ---------- | --- |
| Verwijderd         | 1962          | 2002              | Siegelsberglift       | 63 \| 37*     | Sleeplift                | Stemag     | Niet vervangen. |
| In gebruik         | 1966          |                   | Hochfeldlift-Schwoich | 73            | Sleeplift                | Swoboda    | Ligt bij Schwoich |
| Verwijderd         | 1972          | 2002              | Brandstadlbahn I      | 61 \| 31*     | 2-persoons-stoeltjeslift | Swoboda    | Vervangen door 8-persoons-gondel Brandstadlbahn I.                                                                    |
| Verwijderd         | 1972          | 2002              | Brandstadlbahn II     | 62 \| 32*     | 2-persoons-stoeltjeslift | Swoboda    | Vervangen door 8-persoons-gondel Brandstadlbahn II.                                                                   |
| Verwijderd         | 1972          | 1988              | Osthanglift I         | 64 \| 33*     | Sleeplift                | Swoboda    | Vervangen door 4-persoons-stoeltjeslift Osthangbahn.                                                                  |
| Verwijderd         | 1972          | 1992              | Eiberglift I          | 67 \| 34*     | Sleeplift                | Swoboda    | Vervangen door 4-persoons-stoeltjeslift Eibergbahn I.                                                                 |
| Verwijderd         | 1973          | 1989              | Aualmlift             | 71 \| 35*     | Sleeplift                | Swoboda    | Vervangen door 4-persoons-stoeltjeslift Aualmbahn.                                                                    |
| Verwijderd         | 1975          | 1999              | Südlift               | 66 \| 36*     | Sleeplift                | Swoboda    | Vervangen door 6-persoons-stoeltjeslift Südhangbahn.                                                                  |
| Verwijderd         | 1975          | 2005              | Weißachlift           | 69 \| 42*     | Sleeplift                | Swoboda    | Vervangen door 6-persoons-stoeltjeslift Kummereralmbahn.                                                              |
| Verwijderd         | 1980          | 1988              | Osthanglift II        | 65 \| 33a*    | Sleeplift                | Doppelmayr | Vervangen door 4-persoons-stoeltjeslift Osthangbahn.                                                                  |
| Verwijderd         | 1980          | 1992              | Eiberglift II         | 68 \| 34a*    | Sleeplift                | Doppelmayr | Vervangen door 4-persoons-stoeltjeslift Eibergbahn II.                                                                |
| Verwijderd         | 1982          | 1998              | Muldenlift            | 70            | Sleeplift                | Doppelmayr | Vervangen door 4-persoons-stoeltjeslift Muldenbahn.                                                                   |
| Beperkt in gebruik | 1984          |                   | Brandstadlbahn        | 60 \| Neualm* | 4-persoons-gondelbaan    | Doppelmayr | Eerste gondel van Skiwelt. Wordt alleen gebruikt wanneer de capaciteit van Brandstadlbahn I & II niet hoog genoeg is. |
| In gebruik         | Voor 1985     |                   | Übungslift Dorf       | 79 \| 38*     | Touwlift                 |            | Exacte bouwdatum niet bekend                                                                                          |
| Verwijderd         | 1986          |                   | Hochalmlift           | 72            | Sleeplift                | Doppelmayr | Wordt in 2025 verplaatst naar Thiersee                                                                                |
| Verwijderd         | 1988          | 2010              | Osthangbahn           | 64            | 4-persoons-stoeltjeslift | Doppelmayr | Vervangen door 8-persoons-stoeltjeslift Osthangbahn.                                                                  |
| In gebruik         | 1988          |                   | Ostlift               | 65            | Sleeplift                | Doppelmayr | Materialen hergebruikt van Osthanglift II.                                                                            |
| Verwijderd         | 1989          | 2014              | Aualmbahn             | 71            | 4-persoons-stoeltjeslift | Doppelmayr | Vervangen door 8-persoons-stoeltjeslift Aualmbahn.                                                                    |
| Verwijderd         | 1992          | 2024              | Eibergbahn I          | 67            | 4-persoons-stoeltjeslift | Doppelmayr | Maakte samen met Eiberg II gebruik van dezelfde palen. Vervangen door 8-persoons-stoeltjeslift Eibergbahn.            |
| Verwijderd         | 1992          | 2024              | Eibergbahn II         | 68            | 4-persoons-stoeltjeslift | Doppelmayr | Maakte samen met Eiberg I gebruik van dezelfde palen. Vervangen door 8-persoons-stoeltjeslift Eibergbahn.             |
| In gebruik         | 1998          |                   | Muldenbahn            | 70            | 4-persoons-stoeltjeslift | Doppelmayr | |
| In gebruik         | 1999          |                   | Südhangbahn           | 66            | 6-persoons-stoeltjeslift | Doppelmayr | |
| In gebruik         | 2002          |                   | Brandstadlbahn I & II | 61/62         | 8-persoons-gondelbaan    | Doppelmayr | |
| In gebruik         | Voor 2004     |                   | Babylift              | 77            | Touwlift                 |            | Exacte bouwdatum niet bekend                                                                                          |
| In gebruik         | 2005          |                   | Kummereralmbahn       | 69            | 6-persoons-stoeltjeslift | Doppelmayr | |
| In gebruik         | 2010          |                   | Osthangbahn           | 64            | 8-persoons-stoeltjeslift | Doppelmayr | |
| In gebruik         | 2014          |                   | Aualmbahn             | 71            | 8-persoons-stoeltjeslift | Doppelmayr | |
| In gebruik         | ?             |                   | Übungslift Berg       | ?             | Touwlift                 |            | Niet veel over bekend                                                                                                 |
| In gebruik         | 2024          |                   | Eibergbahn            | 67            | 8-persoons-stoeltjeslift | Doppelmayr | 8-persoons-stoeltjeslift met de hoogste capaciteit ter wereld (1.700 tot 4.570 passagiers per uur).                   |

* Oud nummer die zichtbaar is op de map van 1984/1985 (hierdoor is de exacte locatie van de lift te achterhalen)

### Ellmau-Going
| Status van de lift | Jaar van bouw | Jaar van sluiting | Liftnaam                  | Liftnummer | Lifttype                 | Producent     | Opmerkingen |
| ------------------ | ------------- | ----------------- | ------------------------- | ---------- | ------------------------ | ------------- | --- |
| Verwijderd         | 1951          | ?                 | Postbauernleitenlift      |            | 1-persoons-stoeltjeslift |               | Eerste lift van Ellmau. Locatie en sluitdatum niet bekend.                                                             |
| Verwijderd         | 1964          | 1991              | Astberglift               | 100 \| 51* | 1-persoons-stoeltjeslift | Felix Wopfner | Vervangen door 4-persoons-stoeltjeslift Astbergbahn.                                                                   |
| Verwijderd         | 196?          | 2004              | Hochastenlift             | 101 \| 52* | Sleeplift                | Doppelmayr    | Vervangen door 4-persoons-stoeltjeslift Sonnenlift.                                                                    |
| Verwijderd         | 196?          | 2011              | Lanzenberglift            | 107 \| 54* | Sleeplift                | Doppelmayr    | Volledig nieuwgebouwd.                                                                                                 |
| In gebruik         | 1971          |                   | Vetterstättlift           | 84 \| 49*  | Sleeplift                | Doppelmayr    | Voorheen heette de lift Vötterstättlift. In 2012 gerenoveerd en naamverandering gekregen.                              |
| Verwijderd         | 1972          | 2015              | Hartkaiserbahn            | 80 \| 39*  | 120-persoons- Kabeltrein | Voestalpine   | Enige kabeltrein in Skiwelt. Een trein is nog op de berg te vinden. Vervangen door 10-persoons-gondel Hairtkaiserbahn. |
| In gebruik         | 1975          |                   | Schmiedalmlift            | 88 \| 43*  | Sleeplift                | Doppelmayr    | Renovatie in 2009. Moest verwijderd worden toen Ellmi's 6-er geopend werd. Maar er is besloten dit (nog) niet te doen. |
| Verwijderd         | 197?          | 1999              | Almlift                   | 98 \| 41*  | Sleeplift                | Doppelmayr    | Vervangen door 6-persoons-stoeltjeslift Almlift.                                                                       |
| Verwijderd         | 197?          | 2002              | Breuerlift                | 96 \| 40*  | Sleeplift                | Doppelmayr    | Vervangen door 4-persoons-stoeltjeslift Kaiserexpress.                                                                 |
| Verwijderd         | 197?          | 2004              | Sonnschwendtlift          | 102 \| 57* | Sleeplift                | Doppelmayr    | Vervangen door 4-persoons-stoeltjeslift Sonnenlift.                                                                    |
| In gebruik         | 1982          |                   | Kirchbichllift            | 86 \| 46*  | Sleeplift                | Doppelmayr    | |
| Verwijderd         | 1984          | 2021              | Ranhartlift               | 87         | Sleeplift                | Doppelmayr    | Plan is om deze lift te vervangen door een 6-persoons-stoeltjeslift. Is tot op heden nog niet gebeurd.                 |
| In gebruik         | 1984          |                   | Marcherlift               | 81 \| 50*  | Sleeplift                | Doppelmayr    | |
| In gebruik         | 1988          |                   | Hausbergbahn              | 90         | 2-persoons-stoeltjeslift | Doppelmayr    | 2-persoons-stoeltjeslift met kap. Dit is een zeldzaam model.                                                           |
| Verwijderd         | 198?          | 2000              | Kögllift                  | 97         | Sleeplift                | Doppelmayr    | Vervangen door 6-persoons-stoeltjeslift Köglbahn.                                                                      |
| In gebruik         | 1991          |                   | Astbergbahn               | 100        | 4-persoons-stoeltjeslift | Doppelmayr    | |
| In gebruik         | 1999          |                   | Almbahn                   | 98         | 6-persoons-stoeltjeslift | Doppelmayr    | |
| Verwijderd         | 19??          | 2020              | Wagnerfeldlift            | 109        | Touwlift                 |               | Niet vervangen |
| In gebruik         | 2000          |                   | Köglbahn                  | 97         | 6-persoons-stoeltjeslift | Doppelmayr    | |
| Verwijderd         | 2000          | 2006              | Tanzbodenlift             | 99         | Sleeplift                | Doppelmayr    | Onderdelen Kögllift hergebruikt. Vervangen door 6-persoons-stoeltjeslift Tanzbodenbahn.                                |
| In gebruik         | 2002          |                   | Kaiserexpress             | 96         | 4-persoons-stoeltjeslift | Doppelmayr    | |
| In gebruik         | 2004          |                   | Sonnenlift                | 102        | 4-persoons-stoeltjeslift | Doppelmayr    | |
| In gebruik         | 2006          |                   | Tanzbodenbahn             | 99         | 6-persoons-stoeltjeslift | Doppelmayr    | Eerste stoeltjeslift in Skiwelt die gebruik maakt van stoelverwarming.                                                 |
| In gebruik         | 2009          |                   | Ellmi's 6er               | 91         | 6-persoons-stoeltjeslift | Doppelmayr    | |
| In gebruik         | 2011          |                   | Lanzenberglift (Maxilift) | 107        | Sleeplift                | Doppelmayr    | |
| In gebruik         | 2015          |                   | Hartkaiserbahn            | 80         | 10-persoons-gondelbaan   | Doppelmayr    | Heeft een middenstation alleen bruikbaar voor beklimming. Volledig toegankelijk voor mensen met een beperking.         |

* Oud nummer die zichtbaar is op de map van 1984/1985 (hierdoor is de exacte locatie van de lift te achterhalen)

### Westendorf
| Status van de lift | Jaar van bouw       | Jaar van sluiting | Liftnaam                | Liftnummer | Lifttype                 | Producent     | Opmerkingen |
| ------------------ | ------------------- | ----------------- | ----------------------- | ---------- | ------------------------ | ------------- | --- |
| Verwijderd         | 1947                | 1969              | Berglift Alpenrose      |            | 1-persoons-stoeltjeslift | Pohlig        | Eerste lift van Westendorf. Vervangen door 1-persoons-stoeltjeslift Sessellift Alpenrose I. |
| Verwijderd         | Tussen 1953 en 1960 | 2003              | Schneeberglift 1        | 126 \| 7*  | Sleeplift                |               | Vervangen door 4-persoons-stoeltjeslift Schneeberg. |
| Verwijderd         | 19??                | 2003              | Schneeberglift 2        | 127 \| 8*  | Sleeplift                | Swoboda       | Vervangen door 4-persoons-stoeltjeslift Schneeberg. |
| Verwijderd         | 19??                | 1999              | Bichlinglift            | 129 \| 12* | Sleeplift                |               | Niet vervangen. |
| Verwijderd         | 1958                | 2017              | Ziepllift               | 128 \| 4*  | Sleeplift                | Swoboda       | Niet vervangen. |
| Verwijderd         | 1969                | 1987              | Sessellift Alpenrose I  | 1*         | 1-persoons-stoeltjeslift | Swoboda       | Vervangen door 6-persoons-gondelbaan Alpenrosenbahn I. |
| Verwijderd         | 1969                | 2008              | Sessellift Alpenrose II | 112 \| 3*  | 1-persoons-stoeltjeslift | Swoboda       | Na de bouw van de Alpenrosenbahn in 1987 had de lift de naam Alpenrose-stoeltjeslift. Vervangen door 8-persoons-gondelbaan Choralm. Deze baan loopt een ander traject.                                    |
| Verwijderd         | 1969                | 1989              | Talkaserlift            | 114 \| 5*  | Sleeplift                | Swoboda       | Vervangen door 4-persoons-stoeltjeslift Talkaserlift. |
| Verwijderd         | 1972                | 1987              | Sessellift Alpenrose 1B | 2*         | 1-persoons-stoeltjeslift | Felix Wopfner | Vervangen door 6-persoons-gondelbaan Alpenrosenbahn I. |
| Verwijderd         | 1972                | 2018              | Laubkogellift           | 115 \| 6*  | Sleeplift                | Doppelmayr    | Volledig nieuwbouw. |
| Verwijderd         | 1975                | 1983              | Fleidinglift            | 117 \| 9*  | 1-persoons-stoeltjeslift | Doppelmayr    | Vervangen door 3-persoons-stoeltjeslift Fleidingbahn. |
| Verwijderd         | 1978                | 2009              | Choralpe                | 113 \| 11* | 1-persoons-stoeltjeslift | Swoboda       | Niet vervangen |
| Verwijderd         | 1982                | 2001              | Windauberglift          | 118        | Sleeplift                | Doppelmayr    | Vervangen door 4-persoons-stoeltjeslift Windauberglift. |
| Verwijderd         | 1982                | 2001              | Gampenkogellift         | 119        | Sleeplift                | Doppelmayr    | Vervangen door 4-persoons-stoeltjeslift Gampenkogellift. |
| Verwijderd         | 1983                | 2019              | Fleidingbahn            | 117        | 3-persoons-stoeltjeslift | Swoboda       | In 1993 werd er een tussenstation toegevoegd tussen steun 8 en 9. Vervangen door 8-persoons-stoeltjeslift Fleidingbahn.                                                                                   |
| In gebruik         | 1987                |                   | Alpenrosenbahn I & II   | 110/111    | 6-persoons-gondelbaan    | Doppelmayr    | |
| In gebruik         | 1989                |                   | Talkaser                | 114        | 4-persoons-stoeltjeslift | SGG           | |
| In gebruik         | 2001                |                   | Windauberg              | 118        | 4-persoons-stoeltjeslift | Garaventa     | |
| In gebruik         | 2001                |                   | Gampenkogel             | 119        | 4-persoons-stoeltjeslift | Garaventa     | |
| In gebruik         | 2003                |                   | Schneeberg              | 126        | 4-persoons-stoeltjeslift | Doppelmayr    | |
| In gebruik         | Voor 2004           |                   | Sammer                  | 125        | Touwlift                 |               | Exacte bouwdatum niet bekend |
| In gebruik         | 2005                |                   | Ki-West                 | 120        | 8-persoons-gondelbaan    | Doppelmayr    | |
| In gebruik         | 2008                |                   | Choralmbahn             | 112        | 8-persoons-gondelbaan    | Doppelmayr    | Deze lift loopt een volledig ander traject dan de voorganger, alleen het bergstation staat op dezelfde plek. Hierdoor ontstonden nieuwe pistes. Heeft een middenstation alleen bruikbaar voor beklimming. |
| In gebruik         | 2018                |                   | Laubkogellift           | 115        | Sleeplift                | Doppelmayr    | |
| In gebruik         | 2019                |                   | Fleidingbahn            | 117        | 8-persoons-stoeltjeslift | Doppelmayr    | |

* Oud nummer die zichtbaar is op de map van 1979/1980 (hierdoor is de exacte locatie van de lift te achterhalen)